# Mačiūnas
Mačiūnas ist ein litauischer männlicher Familienname.

## Personen
- Erikas Mačiūnas (* 1955), Arzt und Politiker
- Jurgis Mačiūnas (1931–1978), US-amerikanischer Künstler litauischer Abstammung